# Liste des capitaines du Lightning de Tampa Bay
Le Lightning de Tampa Bay est une franchise de la Ligue nationale de hockey depuis l'expansion de la Ligue en 1992.

Cette page répertorie les Capitaines et Assistant-capitaines de l'équipe depuis cette première saison.

## Capitaine et Assistants-capitaine par saison
| Saison    | Capitaine                                                                               | Assistants-Capitaine                                            |
| --------- | --------------------------------------------------------------------------------------- | --------------------------------------------------------------- |
| 1992-1993 | Vacant                                                                                  | Brian Bradley Rob Ramage John Tucker                            |
| 1993-1994 | Vacant                                                                                  | Brian Bradley Denis Savard John Tucker                          |
| 1994-1995 | Vacant                                                                                  | Brian Bradley Denis Savard John Tucker                          |
| 1995-1996 | Paul Ysebaert                                                                           | Brian Bradley John Tucker                                       |
| 1996-1997 | Paul Ysebaert                                                                           | Brian Bradley Christopher Gratton                               |
| 1997-1998 | Mikael Renberg                                                                          | Brian Bradley Roman Hamrlík Rob Zamuner                         |
| 1998-1999 | Rob Zamuner                                                                             | Sandy McCarthy Stéphane Richer Darcy Tucker                     |
| 1999-2000 | Bill Houlder (jusqu'au 4 août 1999) Christopher Gratton (du 4 août 1999 au 9 mars 2000) | Stéphane Richer Petr Svoboda                                    |
| 2000-2001 | Vincent Lecavalier                                                                      | Ryan Johnson Wayne Primeau Petr Svoboda                         |
| 2001-2002 | Vacant                                                                                  | Dave Andreychuk Vincent Lecavalier Tim Taylor                   |
| 2002-2003 | Dave Andreychuk                                                                         | Vincent Lecavalier Fredrik Modin                                |
| 2003-2004 | Dave Andreychuk                                                                         | Vincent Lecavalier Fredrik Modin                                |
| 2004-2005 | Dave Andreychuk                                                                         | Vincent Lecavalier Fredrik Modin                                |
| 2005-2006 | Dave Andreychuk                                                                         | Vincent Lecavalier Fredrik Modin> Tim Taylor Martin Saint-Louis |
| 2006-2007 | Tim Taylor                                                                              | Vincent Lecavalier Brad Richards                                |
| 2007-2008 | Tim Taylor                                                                              | Vincent Lecavalier Brad Richards Martin Saint-Louis             |
| 2008-2009 | Vincent Lecavalier                                                                      | Jeff Halpern Martin Saint-Louis                                 |
| 2009-2010 | Vincent Lecavalier                                                                      | Mattias Öhlund Martin Saint-Louis                               |
| 2010-2011 | Vincent Lecavalier                                                                      | Mattias Öhlund Martin Saint-Louis                               |
| 2011-2012 | Vincent Lecavalier                                                                      | Martin Saint-Louis Steven Stamkos                               |
| 2012-2013 | Vincent Lecavalier                                                                      | Martin Saint-Louis Steven Stamkos                               |
| 2013-2014 | Martin Saint-Louis (jusqu'au 5 mars 2014) Steven Stamkos (à partir du 7 mars 2014)      | Matthew Carle Nate Thompson                                     |
| 2014-2015 | Steven Stamkos                                                                          | Brian Boyle Ryan Callahan Ondřej Palát                          |
| 2015-2016 | Steven Stamkos                                                                          | Brian Boyle Ryan Callahan Ondřej Palát                          |
| 2016-2017 | Steven Stamkos                                                                          | Brian Boyle Ryan Callahan Ondřej Palát Anton Strålman           |
| 2017-2018 | Steven Stamkos                                                                          | Ryan Callahan Anton Strålman                                    |
| 2018-2019 | Steven Stamkos                                                                          | Ryan Callahan Victor Hedman Anton Strålman                      |
| 2019-2020 | Steven Stamkos                                                                          | Victor Hedman Alexander Killorn Ryan McDonagh                   |
| 2020-2021 | Steven Stamkos                                                                          | Victor Hedman Alexander Killorn Ryan McDonagh                   |
| 2021-2022 | Steven Stamkos                                                                          | Victor Hedman Alexander Killorn Ryan McDonagh                   |